# Erkundung und Gewinnung von Kalisalzen in Mecklenburg
Kalisalze, anfangs auch „Staßfurter Salze“ genannt, sind nach ihrer fabrikatorischen Aufbereitung für die Pflanzenernährung von immenser Bedeutung und mittlerweile seit fast eineinhalb Jahrhunderten für die Landwirtschaft unverzichtbar geworden.
Im Folgenden soll auf die Entdeckung dieser Salze im Allgemeinen und auf die Suche, Erkundung und Gewinnung derselben im Besonderen in Mecklenburg eingegangen werden.

## Die weltweit ersten Kalifunde

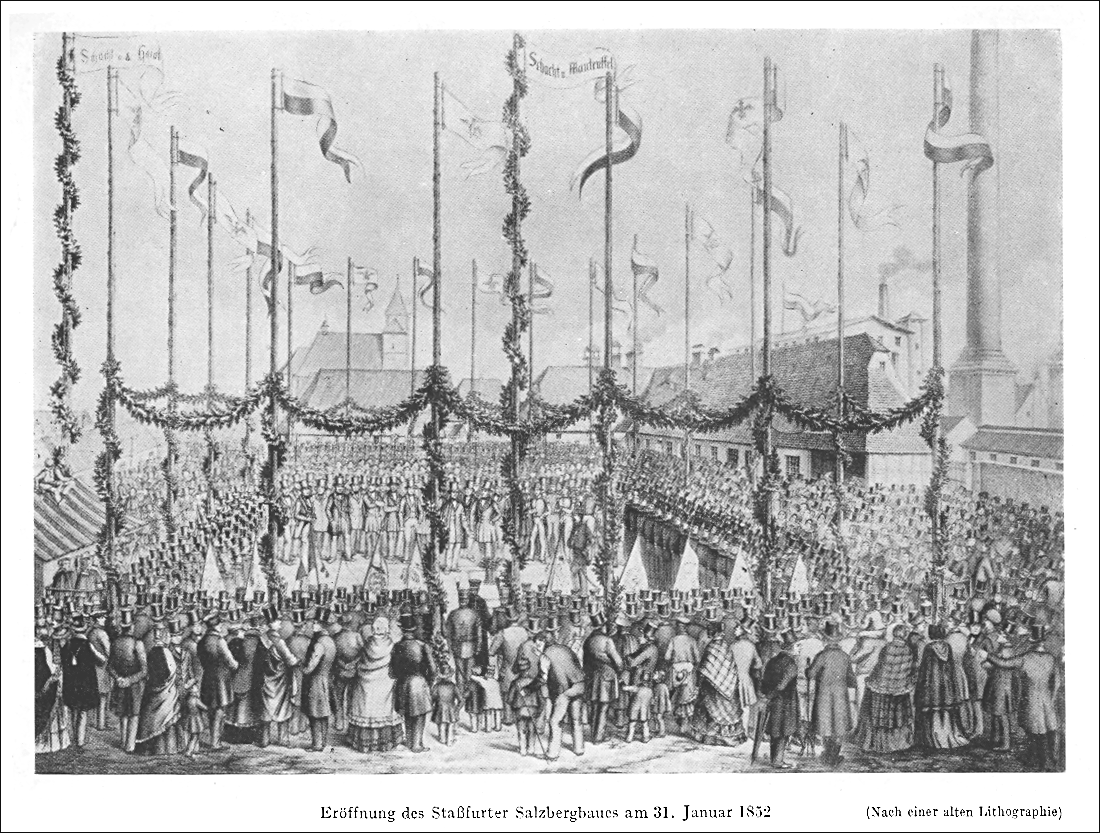
Eröffnung des Staßfurter Salzbergbaues am 31. Januar 1852 (nach einer alten Lithographie)

Bergbau auf Gold, Silber, Kupfer, Blei und viele andere Mineralien inklusive der Auf- und Weiterverarbeitung dieser Bodenschätze sowie auch das Salinenwesen sind bereits seit dem Mittelalter und der frühen Neuzeit belegt. So stellt sich doch die Frage, warum erst seit knapp eineinhalb Jahrhunderten Bergbau auf Kalisalze stattfindet?
Eng mit der Salzerzeugung aus einer Saline verknüpft ist die im Jahre 806 erstmals urkundlich erwähnte Stadt Staßfurt. Es wird angenommen, dass die neben der alten Saline gestandene alte Staßfurter Burg (Schloss) ursprünglich zum Schutz der natürlich zutage tretenden Salzquellen angelegt worden ist, welche beiderseits der Bode „sprudelten“.
Die Saline Staßfurt war im Jahre 1797 in preußischen Besitz gekommen. „[…] Durch gründliche Rationalisierungsmaßnahmen, wie zum Beispiel den Abriß der vielen vorhanden kleinen Siedehäuser und Konzentration des Siedebetriebes in einem neuen Siedehaus, das 1801 in Betrieb genommen wurde, versuchte der Staat, die Leistungsfähigkeit der Saline wieder zu heben und den Betrieb zu erhalten, der nach wie vor die Haupterwerbsquelle der Staßfurter Bevölkerung bildete. Für die Solehebung wurde die uralte stets nur notwendig reparierte Roßkunst (Pferdegöpel) beibehalten. Da die nur 17 % Kochsalz oder 200 g / Ltr. enthaltene Sole verhältnismäßig schwach war, hätte sie angereichert werden müssen. Der im Jahre 1817 erwogene Plan einer weiteren Vergrößerung der Saline und des Baues eines Gradierhauses wurde jedoch wahrscheinlich aus Mangel an Mitteln wieder fallengelassen, um später auf einem ganz neuen Wege, dem Wege der Bohrung, eine einwandfreie hochgesättigte Sole zu gewinnen. Es ist das Verdienst des im Jahre 1768 verstorbenen Schöpfers der sächsischen Salinen, Bergrat Borlach, als erster die Vermutung ausgesprochen zu haben, daß, wo sich Solequellen befinden, im Untergrund auch Salz vorhanden sein müsse. Die Ansicht wurde später durch die Erbohrung von Steinsalzlagern in Süddeutschland und im Jahre 1837 auch in Artern bestätigt“.[sic]

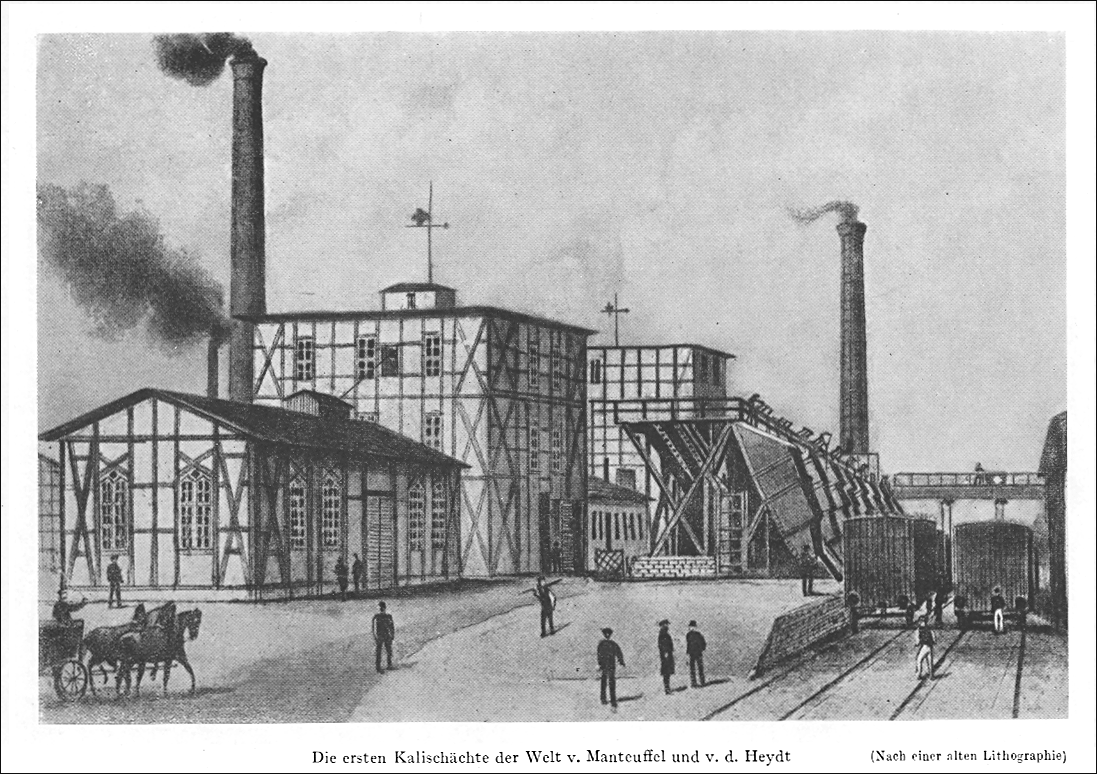
Die ersten Kalischächte der Welt „von Manteuffel“ und „von der Heydt“

Im Jahre 1839 wurde nun auf dem Salinengelände in Staßfurt mit dem Abteufen einer Tiefbohrung begonnen. Diese Bohrung wurde nach zwölfjähriger Bohrzeit 1851 in einer Teufe von 581 m im Steinsalz eingestellt. Doch die diesem Bohrloch entnommene „bitterschmeckende“ Sole enthielt zur allgemeinen Enttäuschung eine große Menge unerwünschter Beimengungen (so u. a. Kaliumchlorid). Man hatte die Wahl entweder das Bohrloch aufzugeben oder sie als Vorbohrung für einen Schacht zu nutzen, durch den man das benötigte reine Steinsalz zur Soleanreicherung separat gewinnen konnte. Man entschied sich letztlich zum Abteufen zweier dicht nebeneinander liegender Schächte (Teufbeginn Schacht „von der Heydt“ am 4. Dezember 1851; Teufbeginn Schacht „von Manteuffel“ am 9. Februar 1852).
Als der erste Spatenstich für das Abteufen eines neuen Salzschachtes erfolgte, ahnte keiner der Anwesenden, welch weitreichende Bedeutung dieses Unternehmen haben sollte.
Der nun folgenden Geschichte der Kalisalze könnte ohne Übertreibung die Adjektive „anfangs frustrierend, später euphorisierend“ beigefügt werden.

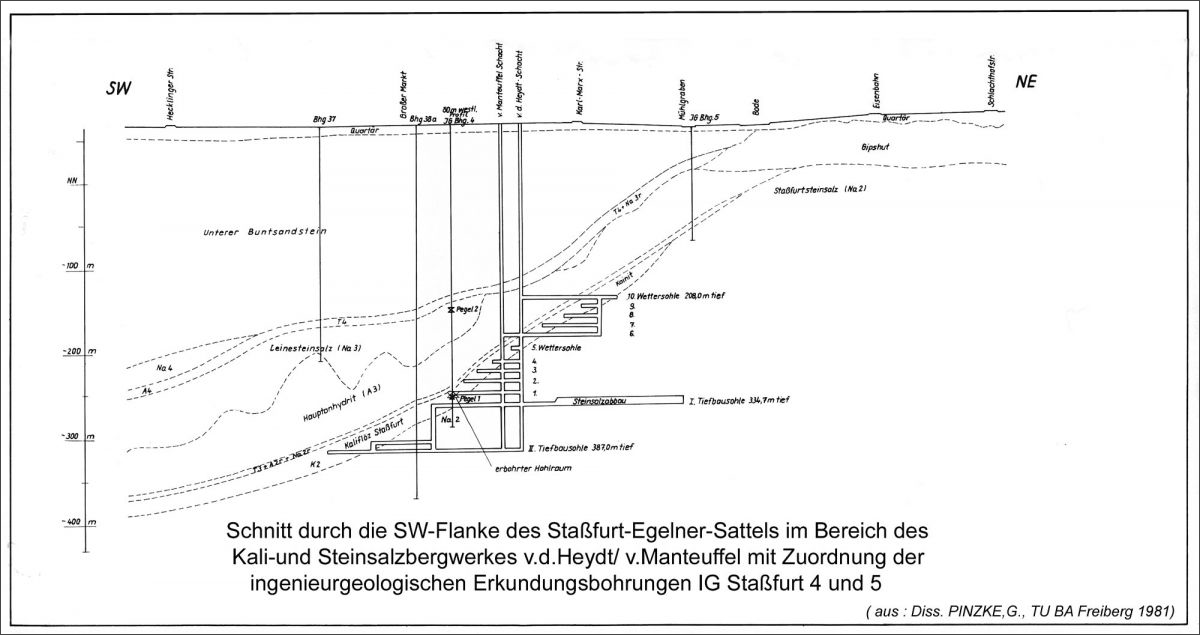
Schnitt durch die SW-Flanke des Staßfurt-Egelner-Sattels

Etwa 6000 Doppelzentner des über dem Älteren Steinsalz gewonnenen anstehenden Carnallits – bei seiner Auffindung als Abraumsalz bezeichnet – wurden achtlos auf Halde gestürzt. Bald folgten erste Versuche zur Ermittlung einer Verwendungsmöglichkeit derselbigen.
[…] „Zuerst durch die mit ihnen erzielten Mißerfolge sehr in Mißkredit gebracht, erkannte man ihre Bedeutung erst, nachdem Adolph Frank nach eingehenden Versuchen nachgewiesen hatte, daß die durch Gegenwart von Chlormagnesium bedingten chemischen und physikalischen Eigenschaften der Carnallitsalze ein Haupthindernis ihrer Verwendung als Düngemittel bildeten. Er wies nach, daß die Verwertung dieser Salze zu technischen und landwirtschaftlichen Zwecken nur durch weitere Bearbeitung (Konzentration), bezw. durch Entfernung des darin enthaltenen Chlormagnesiums zu ermöglichen sei. Im Jahre 1861 wurde die erste Kalifabrik in Staßfurt in Betrieb gesetzt, und 1862 kam das erste, »rohe schwefelsaure Kali« in den Handel. Sehr bald lernte man der Frachtverhältnisse wegen die Kalidünger für entferntere Gegenden konzentrieren, und schon 1863 brachte Frank den ersten konzentrierten Kalidünger in Form von Chlorkalium mit einem Gehalt von 50 und 80 % in den Handel“.
Aufbauend auf diesen Erfahrungen entwickelte sich sehr rasch eine industrielle Düngemittelproduktion.
Allerortens vernahm man das sogenannte Staßfurter Berggeschrey.
[…] „Dies war der Startpunkt einer rasanten Entwicklung, in deren Verlauf bis zur Jahrhundertwende auf deutschem Territorium viele Bergwerksbetriebe zur Gewinnung von Kalisalzen und deren Verarbeitung gegründet wurden. Insgesamt waren zum 1. Juli 1907 bereits 58 vollendete betriebsfähige Kalischächte vorhanden und 31 Schächte im Abteufen begriffen. Die Schachtteufe schwankte zwischen 225 m (Brefeldschacht der Königlichen Berginspektion zu Staßfurt) und 927 m (Schacht Siegfried I der gleichnamigen Gewerkschaft bei Salzderhelden)“.
Für den Interessierten wird hier das weitere Schicksal der Kalischächte „von der Heydt“ und „von Manteuffel“ geschildert:
| Betrieb und Ende der ersten beiden Staßfurter Kalisalz-Schachtanlagen, Ansichten des Areals im Jahre 2010.0 |
| --- |
| […] „Der Schacht von der Heydt wurde als Seilfahrts- und Wasserhaltungs-Schacht eingerichtet, der Schacht von Manteuffel als Förderschacht. Beide Schächte wurden ursprünglich auf 334 m Teufe gebracht und nach 1888 auf 387 m weiter geteuft. Die Steinsalzgewinnung wurde 1857 im Älteren Steinsalz aufgenommen. Die planmäßige Kalisalzförderung aus dem Carnallitlager erfolgte 1861. Die Grubenbaue wurden in einem Teufenbereich von 208 bis 387 m angelegt. Im Jahre 1877 waren auf dieser Doppelschachtanlage 504 Bergleute beschäftigt. Die Förderung belief sich auf 50.259 t Steinsalz und 181.514 t Kalisalze. Die Schachtanlage verfügte über eine Mahlwerksanlage. 1893 wurde die Förderung auf dem von Manteuffel-Schacht eingestellt. Als neuer Förderschacht diente seitdem der Achenbach-Schacht. Der von der Heydt-Schacht wurde 1903 abgeworfen und verfüllt. Das Königlich Preußische Salzbergwerk Staßfurt mußte 1901 infolge Wassereinbruchs über den Sicherheitspfeiler aus dem Herzoglich-Anhaltischen Salzbergwerk Leopoldshall l/ll aufgegeben werden. 1905 waren beide Schächte verfüllt“ [sic]. Seit 1883 senkte sich die historische Stadtmitte von Staßfurt um etwa 7 m. Auf einer Fläche von 200 Hektar mussten bis in die 60er Jahre des 20. Jahrhunderts etwa 800 Gebäude infolge Bergschäden abgerissen werden; darunter auch das Rathaus und die Johanniskirche. |
| - Übersichtstafel an den Alt-Kalischächten - Schautafel des Gestaltungsprojektes - Totale des Senkungszentrums im Stadtgebiet von Staßfurt - Schachtabdeckung des Alt-Kalischachtes „v. d. Heydt“ - Schachtabdeckung des Alt-Kalischachtes „v. Manteuffel“ - Wassergefüllter Senkungs- trichter über den ersten Kalischächten der Welt - Ein Förderwagen der Staßfurter Alt-Kali-Schachtanlagen - Der „Staßfurt-See“, Ansicht von den sog. Kaligärten - Blick auf den „Staßfurt-See“ von Nordost |

## Die Erkundung von Kalilagerstätten in Mecklenburg
Die enorme und stetig steigende Nachfrage nach Kalirohsalzen in der zweiten Hälfte des 19. Jahrhunderts regte auch im damaligen, maßgeblich durch Landwirtschaft geprägten Großherzogtum Mecklenburg-Schwerin die Suche nach geeigneten Lagerstätten an.
In den Deutschen Staaten waren bis zur Entdeckung der profitablen Verwertung der bislang als „wertlos“ geltenden Kali-Abraumsalze bei der gesetzlichen Festlegung des Regalrechtes nur das Steinsalz, nicht aber die Kalisalze, im Fokus der Landesherren. Der erste Staat, der ein weitergehendes Regalrecht verordnete, war Mecklenburg-Schwerin. In der Verordnung vom 16. Mai 1879 wurde in § 1 bestimmt:
[…] „Steinsalz nebst den mit demselben zusammen vorkommenden Salzen, namentlich Kali-, Magnesia- und Borsalze und die in den Betrieb zu nehmenden Salzlagern vorkommenden Solquellen sind vom Verfügungsrecht des Grundeigentümers ausgeschlossen. Die Aufsuchung und Gewinnung genannter Mineralien in Unseren Landen bleibt ausschließlich Unserer Regierung vorbehalten“ [sic].
Zwei geologische Hinweise der Natur im Südwesten des Großherzogtums Mecklenburg-Schwerin nährten die Hoffnungen, dass auch hierzulande Kalisalze zu finden seien.
Das waren einerseits die im Gipsbruch Lübtheen mit zunehmender Tiefe des Bruches immer salzhaltiger werdenden Grubenwässer; andererseits die schon seit dem frühen Mittelalter bekannte Salzquelle in Conow bei Malliß.

### Bohrungen bei Lübtheen
Die Tendenz der zunehmenden Versalzung der Grubenwässer im Lübtheener Gipsbruch bestätigten abgeteufte Flachbohrungen. Daraufhin beauftragte die Landesregierung 1869 den Clausthaler Berghauptmann Ottiliae mit der Begutachtung der Lage. In seinem 43-seitigen Gutachten „Ist unter dem bei Lybthena im Großherzogthum Mecklenburg-Schwerin auftretendem Gypse Steinsalz zu vermuthen und in welcher Weise würde dasselbe nutzbar zu machen sein“ (Ernst Hermann Ottiliae: ) vom 14. August 1869 empfahl er das Abteufen einer 1000 Fuß (291 m) tiefen Bohrung. Diese Bohrung wurde am 1. August 1874 begonnen und erreichte am 3. Dezember 1878, also nach 4 Jahren und 4 Monaten, ein ausgedehntes Steinsalzlager. Bei einer erreichten Endteufe von 477 m durchbohrte sie ein 150 m mächtiges Steinsalzlager. Diese Tatsache war sensationell, weil bis dato angenommen wurde, dass Salzlager nur im Magdeburg-Halberstädter Becken anzutreffen seien. Zur Begutachtung der Bohrergebnisse wurde 1879 der Königlich Preußische Oberbergrat Pinno herangezogen, der das Abteufen eines Schachtes befürwortete. Weitere systematische Bohrungen belegten das Vorhandensein eines Salzstockes nördlich von Lübtheen.

### Bohrungen auf Rittergut Jessenitz
Von der oben erwähnten Landesherrlichen Verordnung vom 16. Mai 1879 blieb durch „allerhöchstes Reskript“ nur der Eigentümer des Rittergutes Jessenitz befreit.
Eine erste Suchbohrung – begonnen am 11. September 1882 – fand in einer Teufe von 258,7 m Steinsalz und ab 270,7 m Kalisalze. Diese Bohrung wurde bei 372,7 m Teufe am 10. Mai 1883 im Steinsalz eingestellt. Auch eine zweite, 350 m südlich der ersten gelegene Kernbohrung erschloss im Jahre 1886 ab 260,5 m Teufe ebenso Kali- und Steinsalze.
Als weitere Flachbohrungen westlich der Verbindungslinie beider Suchbohrungen den Gipshut in nur 36 m Teufe antrafen, war der Ansatzpunkt für den Schacht Jessenitz gefunden.
Der Schachtansatzpunkt liegt auf der Südwestflanke des NW-SO streichenden Salzstockes Lübtheen-Jessenitz. Diese Salinarstruktur sitzt einem ca. 17 km langen und ca. 10 km breiten nordwest-gerichteten Salzfuß auf.

### Bohrungen bei Conow-Malliß
Das geschichtlich überlieferte Wissen von der alten Saline Conow im südwestlichen Bereich der Gemarkung Conow sowie den als Pingen gedeuteten sogenannten „Trockenen und Nassen Teufelskuhlen“, welche ca. 1,3 km westlich von Conow liegen, ließ seit langem eine Salzlagerstätte im Untergrund vermuteten.
In den Jahren 1906 bis 1908 wurden insgesamt vier Tiefbohrungen niedergebracht. Dabei wurde eine am Nordrand der „Nassen Teufelskuhle“ niedergebrachte Bohrung bereits in 302 m Teufe kalisalzfündig. Auf dieser Bohrung wurde am 22. Januar 1910 mit dem Abteufen des Schachtes begonnen.
Bei der Salzlagerstätte Conow handelt es sich um einen komplizierten Salzstock, dessen Grundfläche annähernd ellipsenförmig ist und im 500 m-Teufenbereich etwa 21,125 km² misst.

## Die Gewinnung von Kalisalzen in Mecklenburg
Auf drei Kali- und Steinsalzbergwerken im Südwesten Mecklenburgs wurden Kalisalze der Salzstöcke Lübtheen-Jessenitz und Conow gefördert und in angegliederten Kalifabriken („Chlorkaliumfabriken“) zu Kalidüngersalzen verarbeitet.
- Kali- und Steinsalzbergwerk Jessenitz, Förderung von Kali- und Steinsalz von 1900 bis 1912
- Kali- und Steinsalzbergwerk Lübtheen, Förderung von Kali- und Steinsalz von 1905 bis 1916
- Kali- und Steinsalzbergwerk Conow, Förderung von Kali- und Steinsalz von 1912 bis 1926